# مسائل الأسلوب: أسس لتاريخ الزخرفة

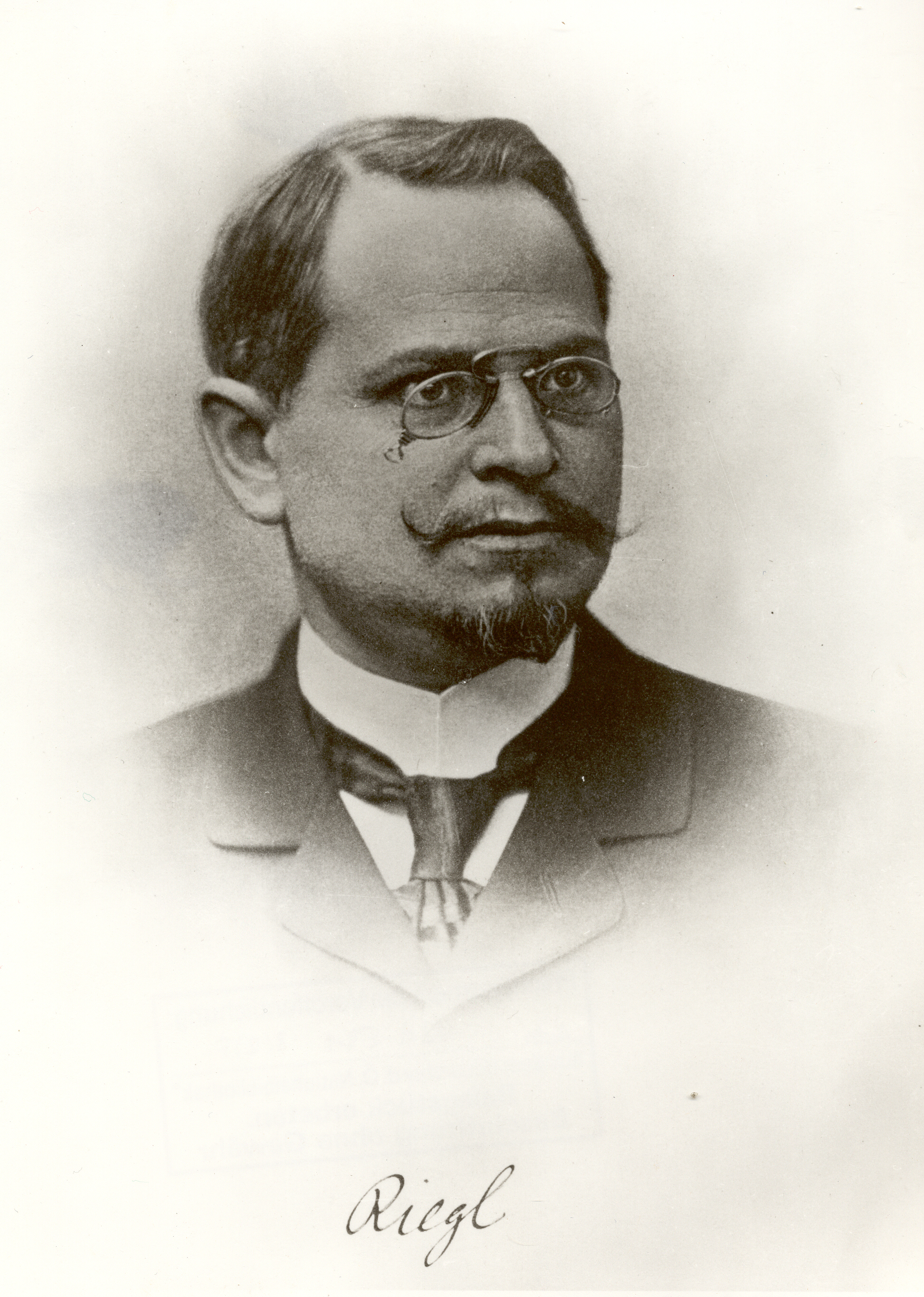
ألويس ريجل، حوالي عام 1890 م

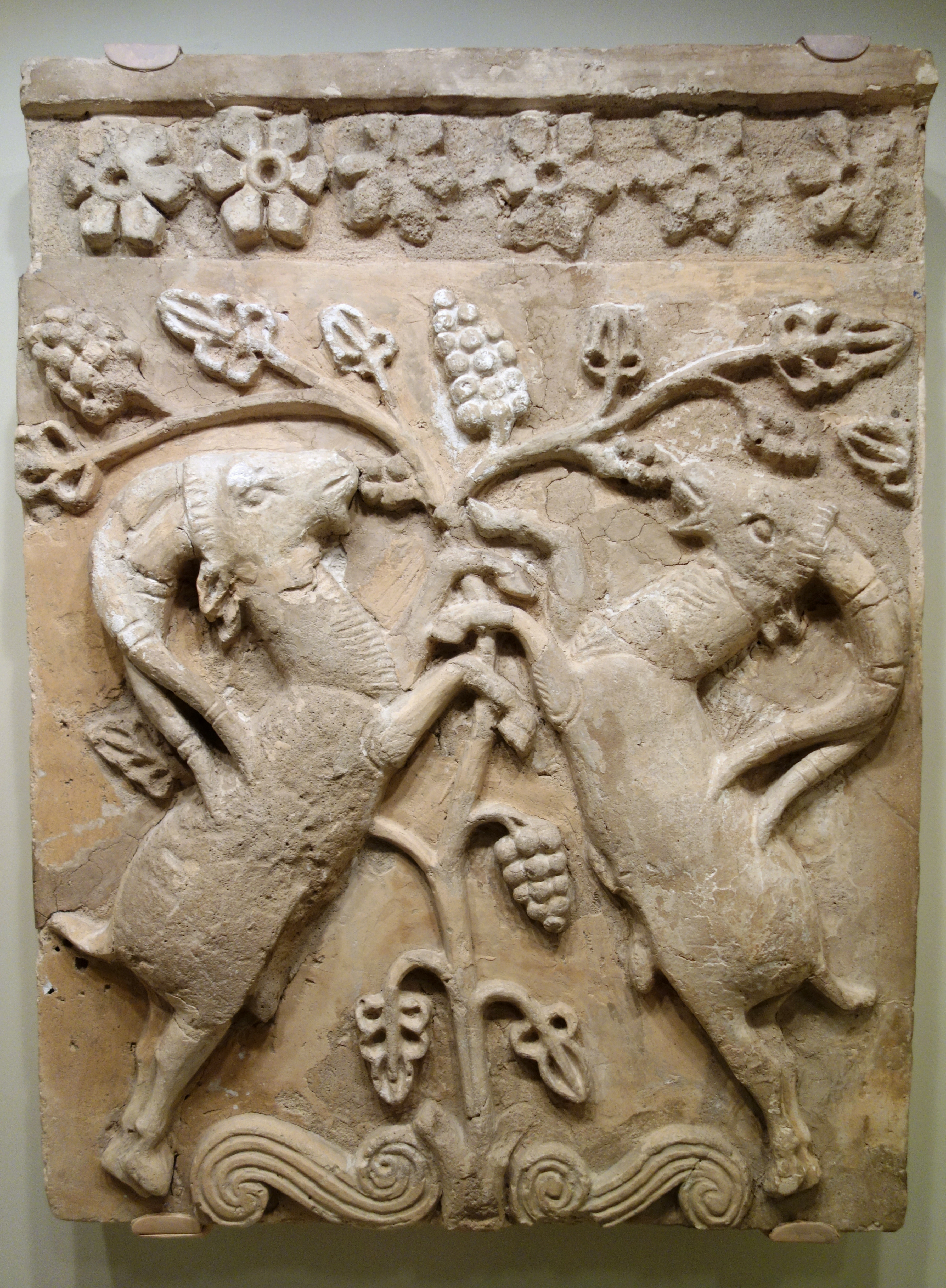
الحيوانات المواجهة، في الصورة وعول، تحيط بشجرة الحياة. تعود إلى إيران، في العصر الساساني، في القرن الخامس أو السادس الميلادي، جص أصلي مزين برسومات متعددة الألوان.

مسائل الأسلوب: أسس لتاريخ الزخرفة (بالألمانية: Stilfragen: Grundlegungen zu einer Geschichte der Ornamentik) هو كتاب حول تاريخ زخرفة، ألّفه مؤرخ الفن النمساوي ألويس ريجل. نُشر العمل في برلين عام 1893 وتُرجمة للإنجليزية بعنوان مشاكل الأسلوب: الأساس لتاريخ الزينة (بالإنجليزية: Problems of style: foundations for a history of ornament). على الرغم من انتقاد البعض، إلا أن الكتاب لُقب بـ"الكتاب الوحيد الكبير الذي كتب على الإطلاق حول تاريخ الزينة".
كتب ريجل هذا النص أثناء عمله كمدير لقسم النسيج في ما كان يُعرف آنذاك بالمتحف النمساوي للفنون والصناعة (اليوم المتحف النمساوي للفنون الطبيعية ) في فيينا . كان هدفه الأساسي هو إثبات أنه من الممكن كتابة تاريخ متواصل للزخرفة. يُجادل بهذا الموقف معارضةً صريحةً لموقف المدرسة "المادية التقنية"، التي ترى أن "جميع أشكال الفن كانت دائمًا نتاجًا مباشرًا للمواد والتقنيات" وأن "الزخارف الزخرفية نشأت تلقائيًا في جميع أنحاء العالم في عدد من المواقع المختلفة". يربط ريجل هذا الرأي بأتباع جوتفريد سمبر، الذي طرح حجة مماثلة في كتابه Der Stil in den technischen Künsten; oder praktischer Ästhetik (الأسلوب في الفنون التقنية؛ أو الجماليات العملية ، 1878-1879). ومع ذلك، فإن ريجل ينأى باستمرار بين أتباع سمبر وسمبر نفسه، ويكتب أن:
عادةً ما تُنسب نظرية الأصل التقني والمادي لأقدم الزخارف إلى جوتفريد زيمبر. غير أن هذه النسبة ليست أكثر دقة من الربط القائم بين الداروينية المعاصرة وتشارلز داروين نفسه.

وبما أن الموقف المادي التقني قد بلغ مكانة العقيدة، فقد ذكر ريجل أن "المشكلة الأكثر إلحاحًا التي تواجه مؤرخي الفنون الزخرفية اليوم هي إعادة دمج الخيط التاريخي الذي تم قطعه إلى ألف قطعة". وبناءً على ذلك، فقد دافع عن التطوير المستمر للزخرفة من مصر القديمة عبر الفن اليوناني والروماني وحتى الفن الإسلامي المبكر، وفي النهاية الفن العثماني.

## المحتويات

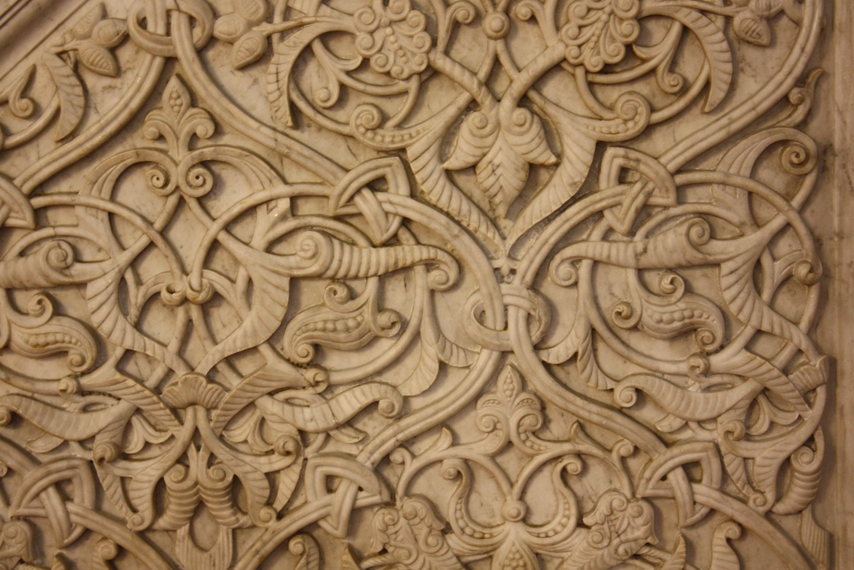
نقش حجري بارز بزخارف عربية (رقوش) من فروع الشجر والسعيفات وأنصاف السعف في الجامع الأموي بدمشق

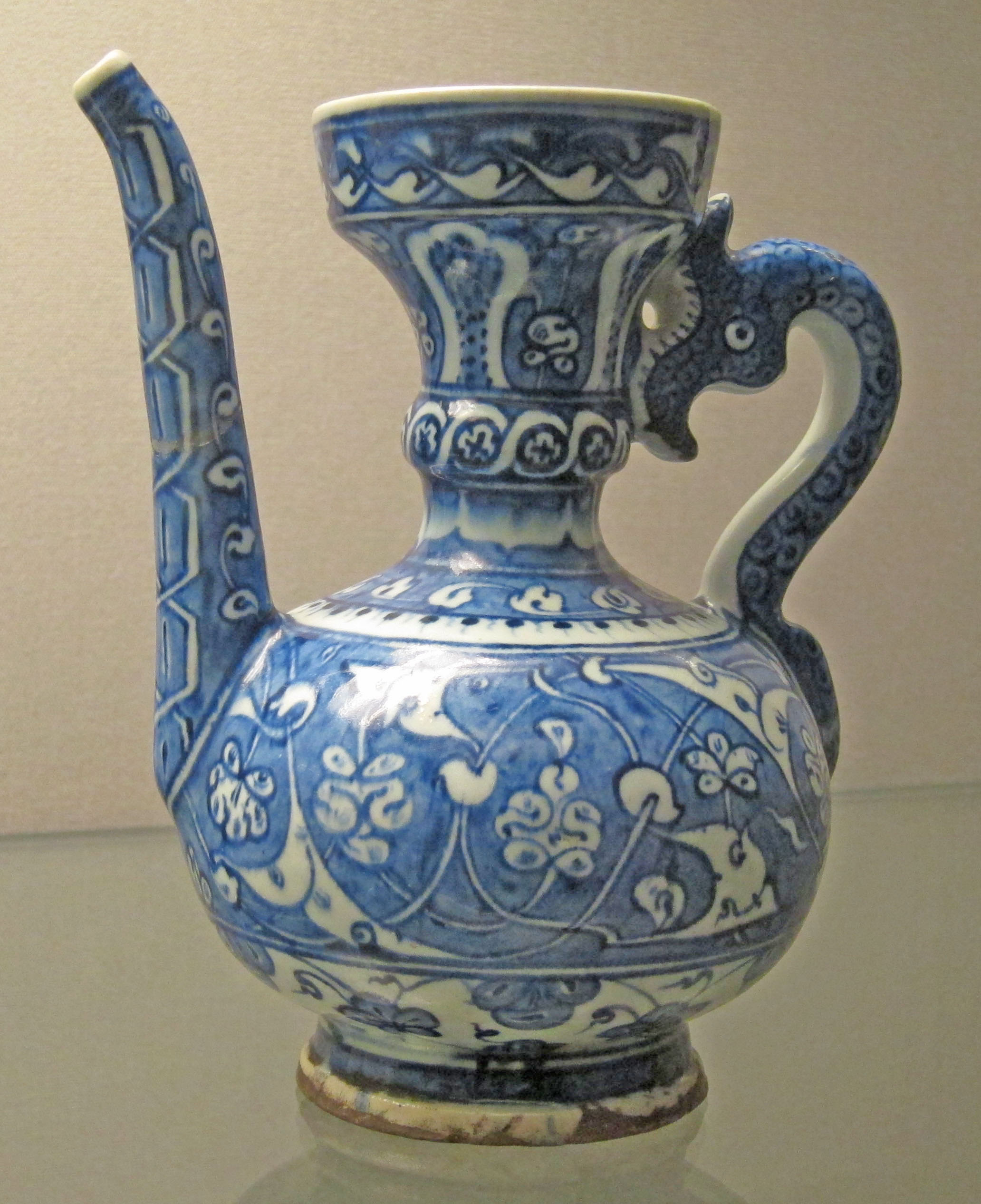
"إبريق إبراهيم من كوتاهيا"، من المحتمل أنه صنع في كوتاهيا، بتاريخ 1510. وهو فخار إزنيكي عثماني

العمل ينقسم إلى مقدمة، توضح غرض العمل، وأربعة فصول، كل منها يتناول موضوعًا في تاريخ الأسلوب الفني.

## طالع أيضًا
- مخطوطة (فن)
- سيد الحيوانات

## ملحوظات
1. ↑  على سبيل المثال، يقول بنيامين بينستوك في مقاله "ألويس ريغل، الخراب المُعظَّم" ضمن كتاب ألويس ريغل، النحو التاريخي للفنون البصرية (نيويورك، 2004)، ص. 35، الهامش 28:

"ترجمة إيفلين كاين لما تسميه ـ وبشكل غريب ـ مشكلات الأسلوب غير مرضية؛ فالمسألة ليست ببساطة سؤالًا (أو مشكلة) تتعلق بالأسلوب."

انظر أيضًا مراجعة كاثرين بروش لهذه الترجمة في مجلة نشرة الفن (Art Bulletin)، العدد 74 (1994)، ص. 355:

"كتب ريغل Stilfragen، أو أسئلة الأسلوب (وهي تُعنون بشكل غريب في الترجمة الإنجليزية لعام 1992 باسم مشكلات الأسلوب) في تسعينيات القرن التاسع عشر..."

## الطبعات والترجمات
- الألمانية: Stilfragen: Grundlegungen zu einer Geschichte der Ornamentik (مسائل الأسلوب: أسس لتاريخ الزخرفة) . الطبعة الأولى، برلين، جورج سيمنز، 1893. الطبعة الثانية، برلين، ريتشارد كارل شميت، 1923.
- الإنجليزية:إيفلين كاين، ترجمة. , مشاكل الأسلوب: أسس لتاريخ الزخرفة . برينستون، جامعة برينستون، 1992.
- الفرنسية: هنري أليكسيس باتش وفرانسواز رولاند، ترجمة. , أسئلة الأسلوب: أسس تاريخ الزخرفة . باريس، حزان، 2002.
- الأسبانية: فيديريكو ميغيل سالر، آر. مشاكل الأسلوب: أساسيات تاريخ الزخرفة . برشلونة، جوستافو جيلي، 1980.